# Niconico
Niconico (ニコニコ Nikoniko?), sau Nico Nico Douga (ニコニコ動画 Niko Niko Dōga?), este un site web japonez de partajare video creat de Nobuo Kawakami.